# Нюрнбергер-Ланд
Нюрнбергер-Ланд (нім. Nürnberger Land) — район у Німеччині, у складі округу Середня Франконія федеральної землі Баварія. Адміністративний центр — місто Лауф-ан-дер-Пегніц.

## Населення
Населення району становить 171 143 осіб (станом на 31 грудня 2020).

## Адміністративний поділ
Район складається з 5 міст (нім. Städte), 3 торговельних громад (нім. Märkte) та 19 громад (нім. Gemeinden):
| Міста 1. Альтдорф-бай-Нюрнберг (15450) 2. Герсбрук (12459) 3. Лауф-ан-дер-Пегніц (26434) 4. Ретенбах-ан-дер-Пегніц (12370) 5. Фельден (1813) Об'єднання громад 1. Гаппург (Альфельд та Гаппург) 2. Генфенфельд (Енгельталь, Генфенфельд та Оффенгаузен) 3. Фельден (Гартенштайн, Фельден та Форра) Торговельні громади 1. Нойгаус-ан-дер-Пегніц (2850) 2. Фойхт (14003) 3. Шнайттах (8485) | Громади 1. Альфельд (1101) 2. Бургтанн (11504) 3. Вінкельгайд (4283) 4. Гаппург (3758) 5. Гартенштайн (1463) 6. Генфенфельд (1835) 7. Енгельталь (1088) 8. Зіммельсдорф (3366) 9. Кірхензіттенбах (2109) 10. Ляйнбург (6725) 11. Нойнкірхен-ам-Занд (4675) 12. Оттензос (2080) 13. Оффенгаузен (1598) 14. Поммельсбрунн (5354) 15. Райхеншванд (2352) 16. Рюккерсдорф (4832) 17. Форра (1746) 18. Швайг-бай-Нюрнберг (8952) 19. Шварценбрук (8458) |

Дані про населення наведені станом на 31 грудня 2020.